# Leucania conigera
Leucania conigera là một loài bướm đêm trong họ Noctuidae.